# 휴 팰코너
휴 팰코너(영어: Hugh Falconer, 1808년 2월 29일~1865년 1월 31일)는 스코틀랜드의 지질학자, 식물학자, 고생물학자, 고인류학자였다. 그는 인도 아삼주, 버마, 그리고 대부분의 지중해 섬의 식물상, 동물상, 지질학을 연구했으며, 현대 진화론적 단속 평형이론을 최초로 제안한 사람이다. 그는 시왈릭 화석층을 연구했으며, 화석 유인원을 최초로 발견한 사람일 수도 있다.

## 단속 평형이론
팰코너는 원래 진화의 사실을 부정하는 창조론자였다. 1859년 11월, 찰스 다윈은 팰코너에게 《종의 기원》이라는 편지와 함께 "나는 당신이 종의 불변성에 대한 믿음에 해마다 덜 집착하게 될 것이라고 전적으로 확신한다"는 내용의 편지를 보냈다. 1861년 6월, 팰코너는 다윈에게 보낸 편지에서 이 책을 받은 것에 대해 존경을 표했다. 1860년대 초반까지 그는 자신의 세계관을 재평가하고 화석 기록에 대한 연구를 통해 진화론을 받아들이게 되었다.